# Gien
 Gien  es una población y comuna francesa, situada en la región de Centro, departamento de Loiret, en el distrito de Montargis y cantón de Gien. La población se encuentra a orillas del río Loira, a 80 km de la ciudad de Orleans.

## Demografía
| 5 200                     | 5 117 | 5 387 | 5 022 | 5 177 | 6 330 | 5 349 | 5 594 | 6 112 | 6 064 | 6 528 | 6 717 | 7 068 | 7 555 | 8 267 | 8 181 | 8 519 | 8 271 | 7 909 | 7 914 | 8 316 | 7 823 | 8 194 | 8 257 | 8 421 | 7 697 | 8 322 | 9 821 | 12 164 | 14 621 | 16 064 | 16 477 | 15 332 | 15 442 |
| (Fuente: INSEE y Cassini) |       |       |       |       |       |       |       |       |       |       |       |       |       |       |       |       |       |       |       |       |       |       |       |       |       |       |       |        |        |        |        |        |        |

La comuna asociada de Arrabloy tenía 475 habitantes en 2007.